# NGC 754
NGC 754 (други обозначения – ESO 152 – 33, PGC 7068) е елиптична галактика (E) в съзвездието Еридан.
Обектът присъства в оригиналната редакция на „Нов общ каталог“.